# Mame Madior Boye
Mame Madior Boye (in wolof Maam Maajoor Bóoy; Saint-Louis, 7 dicembre 1940) è una politica senegalese. È stata Prima ministra del Senegal dal marzo 2001 al novembre 2002, nonché la prima donna a ricoprire questo incarico nel paese.